# Spathius buonluoicus
Spathius buonluoicus (лат.) — вид паразитических наездников рода Spathius из семейства Braconidae (Doryctinae). Юго-Восточная Азия: Вьетнам.

## Описание
Длина тела самок от 2,6 до 3,1 мм, длина переднего крыла около 2 мм. Основная окраска красновато-коричневая; задние и средние голени желтоватые. Нижнечелюстные щупики 6-члениковые, нижнегубные щупики состоят из 4 сегментов. Птеростигма коричневая. В усиках самок 25—28 членика.
Предположительно, как и близкие виды, идиобионтные эктопаразитоиды личинок жуков. Вид был впервые описан в 1995 году российским гименоптерологом Сергеем Белокобыльским (ЗИН РАН, Санкт-Петербург, Россия).

## Этимология
Видовое название дано по имени места обнаружения (Buon-Luoi, провинция GaiLai-ConTum, Вьетнам).